# Wuhły (rejon lelczycki)
Wuhły (biał. Вуглы; ros. Углы, Ugły; pol. hist. Futor Rozański, Ugły) – wieś na Białorusi, w obwodzie homelskim, w rejonie lelczyckim, w sielsowiecie Bujnowicze.